# 磁盘控制器

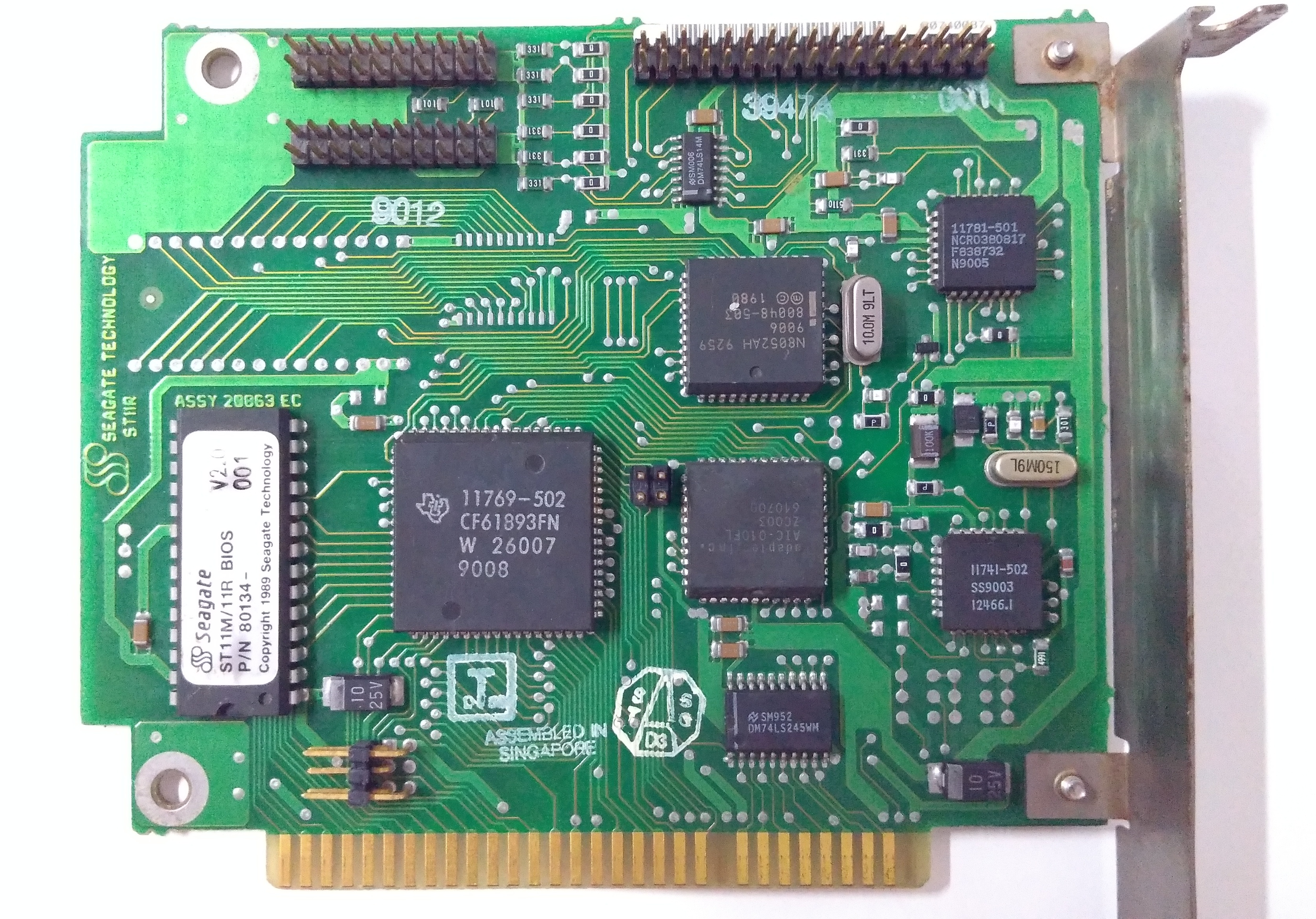
1990年希捷公司生产的8位ISA RLL硬盘控制器

磁盘控制器，是一种使中央处理器（CPU）能够与硬盘、软盘或其他磁盘驱动器进行通信的控制电路，并作为接口，使磁盘驱动器与系统总线相连。
早期的磁盘控制器通常在独立的控制器卡上实现。改进调频制（MFM）控制器是小型计算机中最常见的类型，用于软盘和硬盘。游程长度限制（RLL）控制器使用数据压缩技术，能使存储容量增加约50%。Priam公司发明的一种专有存储算法，可以使存储容量增加一倍。SASI则是SCSI（小型计算机系统接口）的前身。
现代磁盘控制器已作为外围控制器被集成到磁盘驱动器中。例如，SCSI磁盘就具有内置的SCSI控制器。而在SCSI控制器被集成到磁盘中以前，需要单独的SCSI控制器将磁盘连接到SCSI总线。
这些内置的外围控制器通过标准化的高级存储总线接口与主机适配器通信。常见的家用存储总线接口包括：ATA（IDE）和SATA。而高端磁盘则使用并行SCSI、光纤通道或者SAS。
磁盘控制器还可以控制对闪存的访问时序。

## 磁盘控制器与主机适配器的区别与关系
使计算机能与外围总线通信的组件称为主机适配器（HBA，例如AHCI）。而磁盘控制器则使磁盘驱动器能与相应总线通信。磁头所获取的模拟信号经磁盘控制器转换并传入外围总线，并进一步由主机适配器转换为适合在主板上传输的格式，并最终由CPU读入内存（RAM）。
有时在磁盘控制器与主机适配器之间还有另一个控制器，称为磁盘阵列控制器，负责构建硬件RAID，其有时也被集成到主机适配器中。